# Teodorico III da Nêustria
Teodorico III (654 — 691) foi rei da Nêustria (incluindo a Borgonha) em duas ocasiões (673 e 675-691) e rei da Austrásia de 679 até sua morte em 691. Dessa forma, foi rei de todos os francos a partir de 679. Filho de Clóvis II e Batilda, é descrito como um rei fantoche - roi fainéant - do prefeito do palácio da Nêustria, Ebroíno, que o indicou mesmo sem o apoio da nobreza. Ele sucedeu seu irmão Clotário III na Nêustria em 673, mas Quilderico II da Austrásia tomou seu lugar logo em seguida até morrer em 675, quando Teodorico retomou seu trono. Quando Dagoberto II morreu em 679, ele recebeu a Austrásia e se tornou rei de todos os francos.
Ele e o prefeito do palácio da Nêustria, Varatão, celebraram a paz com Pepino de Herstal, prefeito do palácio da Austrásia, em 681. No entanto, quando Varatão morreu em 686, o novo prefeito, Bertário, entrou em guerra com a Austrásia e Pepino venceu o exército burgundo-neustriano sob o comando de Bertário e Teodorico (um neustriano) na Batalha de Tertry, em 687, pavimentando o caminho para a dominação austrasiana do estado franco.

## Pais
♂ Clóvis II (◊ c. 633 † 657)
♀ Batilda (◊ c. 626 † 680)

## Casamentos e filhos
- em 675 com Santa Clotilde de Herstal (◊ c. 650 † 03-06-699), filha de Ansegisel de Metz e Santa Begga de Landen.

1. ♀ Berta de Prüm (◊ c.676 † 740)
2. ♂ Clóvis IV (◊ c. 677 c. † 694)
3. ♂ Quildeberto III (◊ c.678 † 711)
4. ♂ Clotário IV (?) († 719)